# سیارک ۱۲۰۶۵
سیارک ۱۲۰۶۵ (به انگلیسی: 12065 Jaworski، نامگذاری:1998FA33) دوازده هزار و شصت و پنجمین سیارک کشف شده‌است که در ۲۰ مارس ۱۹۹۸ کشف شد.
قدر مطلق سیارک برابر ۱۲.۳ است.